# Тетраплатинатринеодим
Тетраплатинатринеодим — бинарное неорганическое соединение
платины и неодима
с формулой Nd3Pt4,
кристаллы.

## Получение
- Сплавление стехиометрических количеств чистых веществ:

{\displaystyle {\mathsf {4Pt+3Nd\ {\xrightarrow {1420^{o}C}}\ Nd_{3}Pt_{4}}}}

## Физические свойства
Тетраплатинатринеодим образует кристаллы
тригональной сингонии,
пространственная группа R 3,
параметры ячейки a = 1,3530 нм, c = 0,5476 нм, Z = 6,
структура типа тетраплатинатриплутония Pu3Pt4
.
Соединение образуется по перитектической реакции при температуре 1420°С .